# アイテック (サービス)
株式会社アイテックは、東京都港区に本社を置き、IT関連の研修、通信教育、書籍出版、ITエンジニア派遣、東南アジアにおける現地幹部候補・留学生の人材紹介を業務とする日本の企業（なお、同名の別会社は全国に多数ある）。
教育事業は、1983年（昭和58年）以来、35年以上にわたりIT人材育成の専業事業者として、情報処理技術者試験をはじめ、PMP®、ITIL®と各種IT資格・試験の対策に対応し、IT教育において知識習得や、スキルアップを幅広くサポートしている。

## 沿革
- 1983年5月 - 株式会社情報処理技術者教育センターを設立
- 1991年1月 - 株式会社アイテックへ社名を変更
- 2005年6月 - 株式会社キューブシーが営業譲渡によりIT教育事業を継承し商号変更。変更後はキューブシーのグループ会社「株式会社アイテック」としてIT教育事業を開始。
- 2013年9月 - 新設分割を行い、新会社に商号と事業を承継
- 2013年10月 - フォーバルの連結子会社となる
- 2018年4月 - 株式会社クリエーティブソリューションズが株式会社アイテックを吸収合併し、株式会社アイテックへ商号変更